# Maisach
Maisach település Németországban, azon belül Bajorországban. Lakosainak száma 14 256 fő (2023. december 31.). Maisach Mammendorf és Egenhofen községekkel határos.

## Népesség
A település népessége az elmúlt években az alábbi módon változott:
| Lakosok száma | 655  | 4466 | 7011 | 10 007 | 12 805 | 13 413 | 13 853 | 14 001 | 14 223 | 14 256 |
|               | 1875 | 1950 | 1975 | 1987   | 2012   | 2014   | 2016   | 2017   | 2021   | 2023   |